# Louise Huntington
Louise Huntington (1 de noviembre de 1904 en Dallas, Texas - 2 de junio de 1997 en Summit, Nueva Jersey) fue una actriz estadounidense que trabajó en obras teatrales y en películas, apareció en obras teatrales en Broadway durante la década de 1920 y en películas durante la década de 1930.
La carrera cinematográfica de Huntington incluyó películas mudas, además de las primeras producciones sonoras. The Viking, una película de 1931 donde interpretó el papel principal, fue la primera película producida en Canadá en incluir sonido.
En Broadway, Huntington hizo apariciones en The World We Make (1939), Pygmalion (1938), Captain Jinks of the Horse Marines (1938), Elizabeth the Queen (1930), The Nut Farm (1929) y The Constant Nymph (1926). La carrera teatral de Huntington también la llevó a trabajar en países extranjeros, incluso llegó a ser parte de una compañía que realizó durante una gira en África en 1928. Más tarde, Huntington continuó actuando en el teatro y en la televisión. También dirigió obras teatrales y continuó trabajando en comerciales hasta los 80 años. Estaba casada con Robert Roberts, con quien luego se divorció. Su segundo esposo fue Sydney Houston, quien murió a mediados de la década de 1970. Murió en Summit, Nueva Jersey. en 1997.

## Filmografía seleccionada
- Three Rogues (1931) ... también conocida como Not Exactly Gentlemen. Dirigida por Benjamin Stoloff y coprotagonizada por Fay Wray. Huntington interpretó a la novia de Bronco.
- The Viking (1931) Dirigida por Varick Frissell y George Melford. Huntington interpretó a Mary Joe. El director Varick Frissell, el escenógrafo Alexander G. Penrod, y casi todo el equipo de filmación murieron el 15 de marzo de 1931, cuando el barco SS Viking, donde estaban filmando imágenes adicionales, explotó en el hielo frente a las Islas Horse en el norte de la Isla de Terranova. Huntington no estaba presente durante el accidente.
- Fair Warning (1931) Dirigida por Alfred L. Werker y coprotagonizada por George O'Brien. Huntington interpretó a Kate Cumberland
- The Man Who Came Back (1931) Dirigida por Raoul Walsh. Huntington interpretó a Clarice (la primera esposa de Stephen)

Louise Huntington tuvo dos hijas. Lynn Roberts Roalsen. Quién nació el 24 de febrero de 1933, reside en Las Vegas, Nevada. Tiene 3 nietos. Y Diana Huntington Lejuez. Quién nació el 28 de enero de 1937, reside en Summit, Nueva Jersey. Tiene 8 nietos.

## Créditos seleccionados de Broadway
- The World We Make [Original, Obra, Drama] Jefe enfermera; Vecina, 20 de noviembre de 1939 - 27 de enero de 1940
- Pygmalion [Revival, Obra, Comedia] Mrs. Higgins 25 de enero de 1938 - 12 de febrero de 1938
- Captain Jinks of the Horse Marines [Revival, Obra, Comedia] Mrs. Jinks 25 de enero de 1938 - 12 de febrero de 1938
- Elizabeth the Queen [Original, Obra, Drama, Historia] Dama de honor 3 de noviembre de 1930 - marzo de 1931
- The Nut Farm [Original, Play, Comedy] Agatha Sliscomb 14 de octubre de 1929 - noviembre de 1929
- The Constant Nymph [Original, Obra] Paulina Sanger 9 de diciembre de 1926 - abril de 1927